# Omotunde Adebowale David
Omotunde Adebowale David (Lagos, 27 de abril de 1977) es una actriz, productora cinematográfica y presentadora nigeriana.

## Biografía
Inicialmente, David se desempeñó profesionalmente como abogada antes de iniciar una carrera en los medios de comunicación en 2004. Ha alternado su trabajo como locutora radial y actriz, apareciendo en películas yoruba y en idioma inglés. Interpretó el papel de Adaku en la popular serie Jenifa's Diary y logró repercusión como locutora en las estaciones radiales Metro FM y Wazobia FM.
En 2020 produjo su primera película, titulada When Love is Not Enough y dirigida por Okiki Afolayan.

## Filmografía

### Como actriz
- 2019 - Three Thieves
- 2019 - The Movie
- 2018 - We Don't Live Here Anymore
- 2018 - Sylvia
- 2018 - Homely: What Men Want

### Como productora
- 2020 - When Love is Not Enough